# Daniel Tolibowski
Daniel Tolibowski (Tulibowski)  herbu Nałęcz (zm. w 1630 roku) – sędzia brzeskokujawski w latach 1621–1629, sędzia inowrocławski w latach 1599–1621.
Poseł na sejm 1620 roku z województwa brzeskokujawskiego i inowrocławskiego.